# Ikarus 250

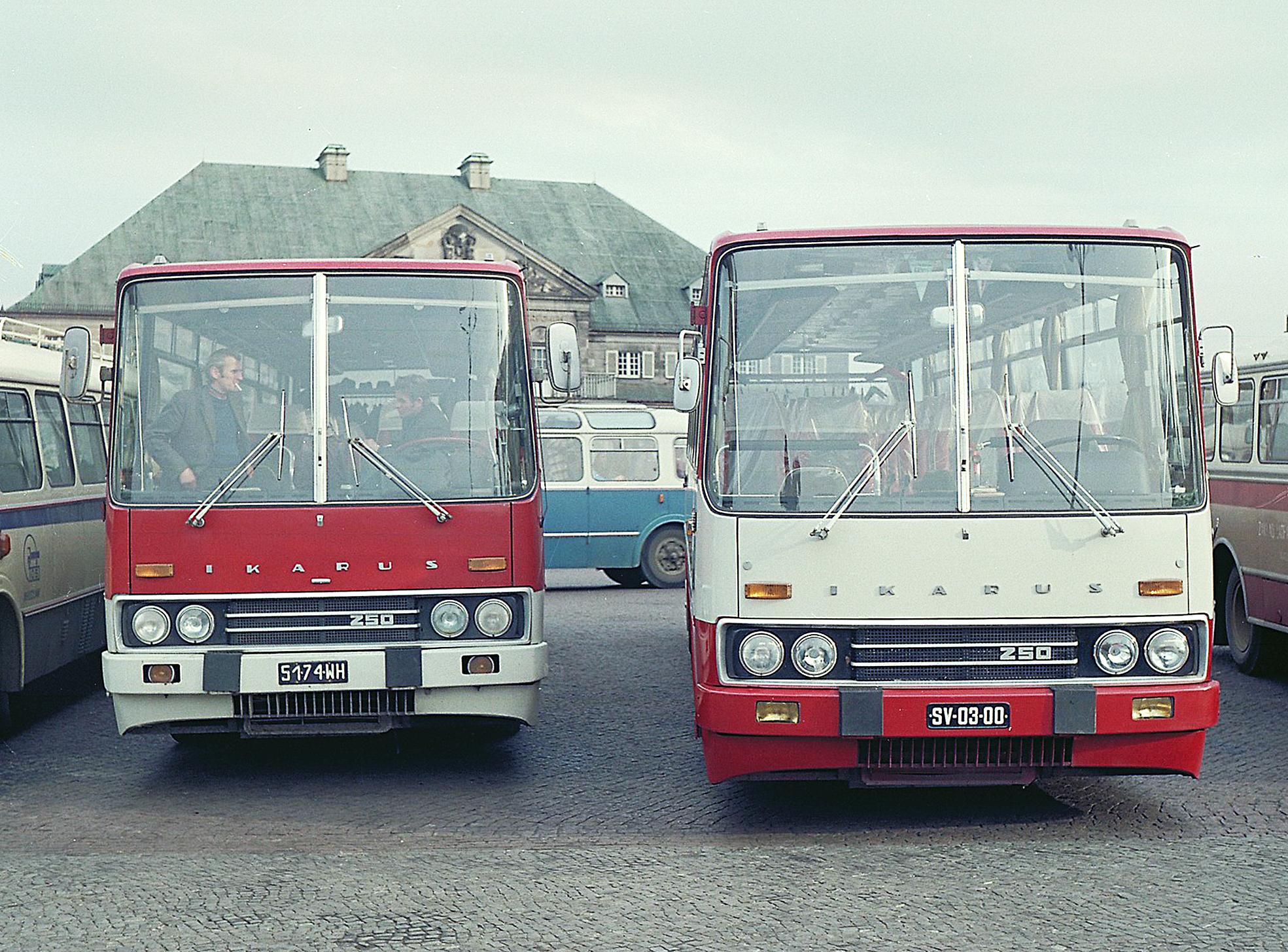
Ikarus 250 (1972)

Der Ikarus 250 ist ein Reisebus des ungarischen Busherstellers Ikarus. Er wurde von 1968 bis 1996 produziert und war der erste Bus der 200er-Reihe.
Für den Bus kamen je nach Land verschiedene Motoren des ungarischen Herstellers Rába in Lizenz von MAN zum Einsatz. Als Getriebe wurde ein manuell zu schaltendes, synchronisiertes Sechsganggetriebe verbaut. Der Motor ist – wie beim kürzeren Ikarus 256 – im Heck angeordnet und treibt über eine Einscheibentrockenkupplung das Getriebe und ein Außenplanetengetriebe die Hinterachse des Fahrzeugs an. Mit dieser Antriebseinheit erreicht der Bus eine Höchstgeschwindigkeit von 106 km/h.
Wie schon der Ikarus 556 bekam der Bus Starrachsen, die jedoch eine Luftfederung haben. Bei einem Leergewicht von 10,7 t beträgt das zulässige Gesamtgewicht 16,0 t. Die pneumatische Bremse wirkt auf alle Räder und wird durch eine Federspeicher-Feststellbremse und eine Motorbremse ergänzt. Erstmals bei Ikarus wurde bei diesem Bus eine Servolenkung eingesetzt.
Auf die Bodengruppe wurde ein selbsttragender Aufbau gesetzt. Das Design entsprach mit seinen klaren Formen dem Zeitgeist Ende der 1960er Jahre. Der Bus bot als Reisebus 42 bis 46 Sitzplätze. Unter den Sitzplätzen befinden sich die von außen durch Klappen zugängigen Kofferräume. Die Reisebusse dieser Klasse haben zwei Türen. Im Laufe der langen Produktionszeit von über zwanzig Jahren wurden zunächst handbetätigte Schlagtüren, später auch zwei- bzw. einflügelige Außenschwingtüren als auch eine Kombination davon eingebaut. Ebenso wurden verschiedene Aufbauvarianten mit unterschiedlicher Ausstattung, insbesondere auch als Konferenzbus, auch mit Motoren anderer Hersteller, produziert.
Im Rahmen des RGW-Abkommens wurden die Busse von Ikarus in großen Stückzahlen auch in die DDR importiert. Die Reihe 250 wurde von 1968 bis 1989 an die Verkehrskombinate geliefert. Im September 1988 existierten 218 Exemplare des Ikarus 250 in der DDR.

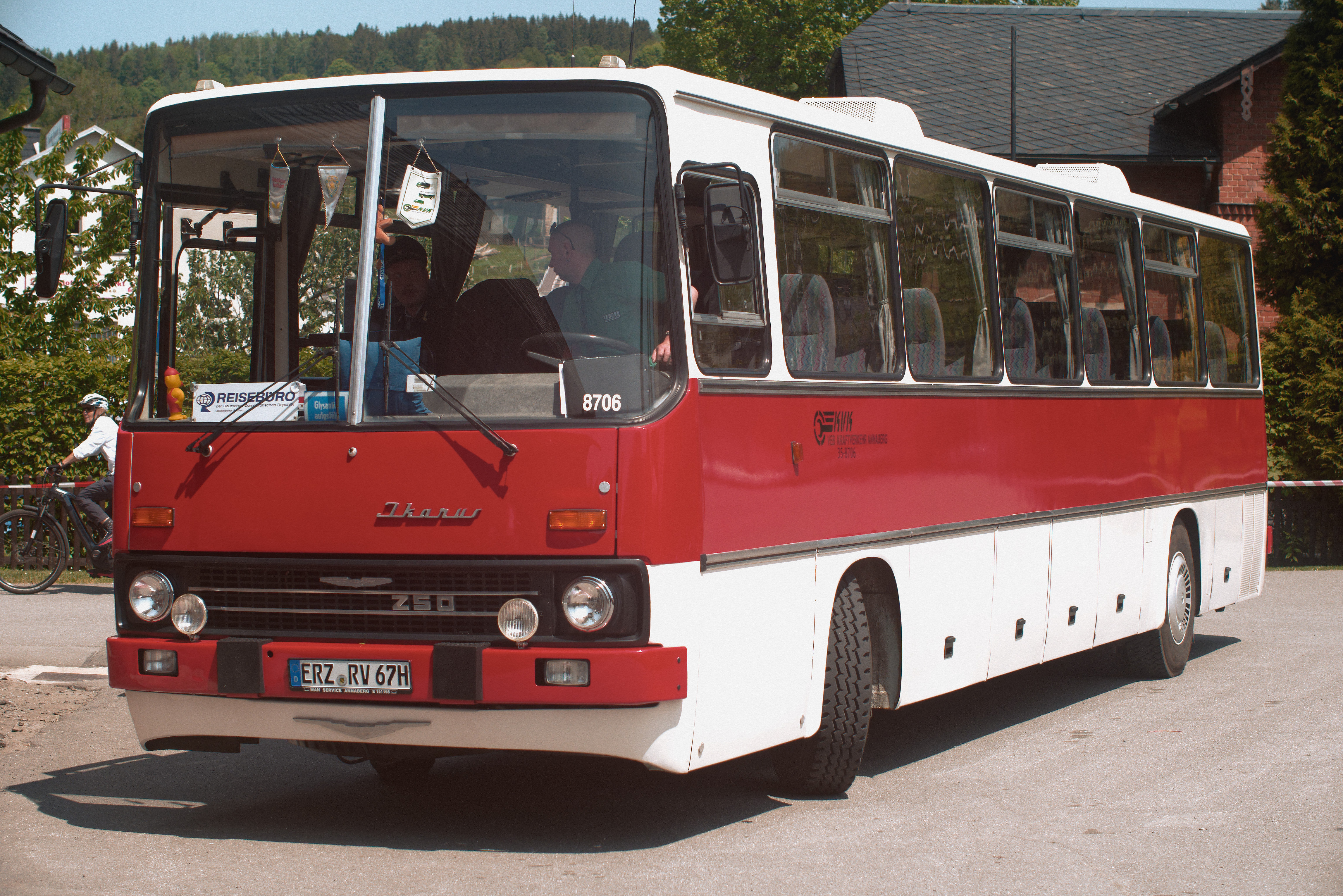
Ikarus 250 Front
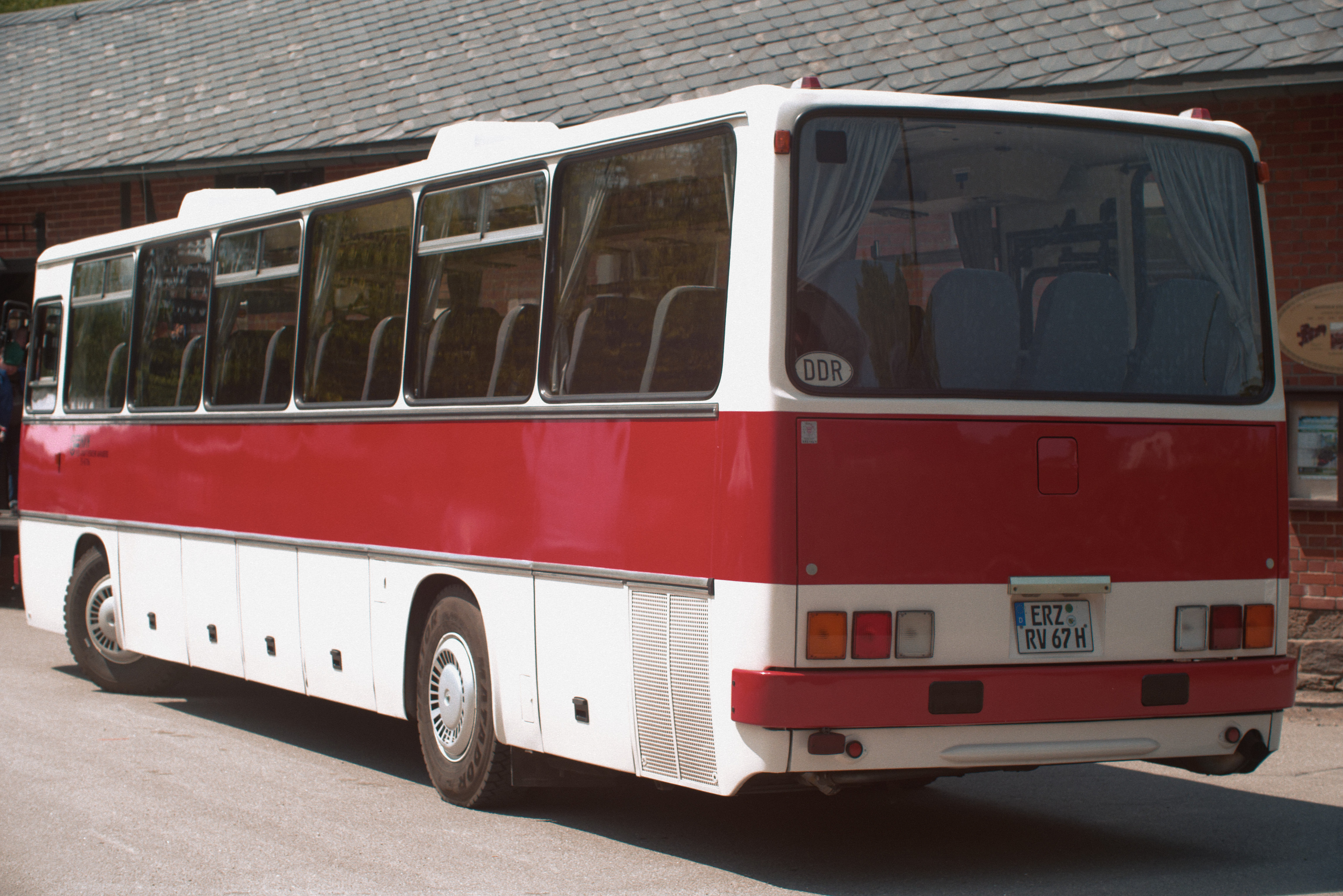
Ikarus 250 Heck